# Friedensvertrag von Riga (1921)
Der Friedensvertrag von Riga, auch Friede von Riga oder Vertrag von Riga von 1921 beendete den Polnisch-Sowjetischen Krieg von 1919 bis 1921.
Damit hatte die Zweite polnische Republik drei Jahre nach ihrer Gründung eine definierte Ostgrenze. Vollständig wurden ihre Grenzen erst im Folgejahr mit der offiziellen Annexion der von ihr gegründeten, aber bis dahin formal unabhängigen Republik Mittellitauen.

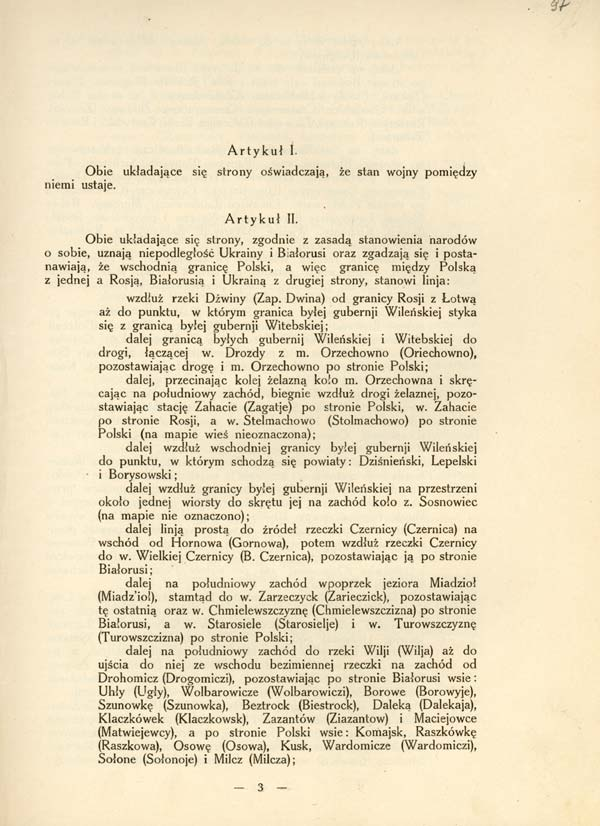
Artikel 1 des Friedensvertrages von Riga

## Verhandlungen

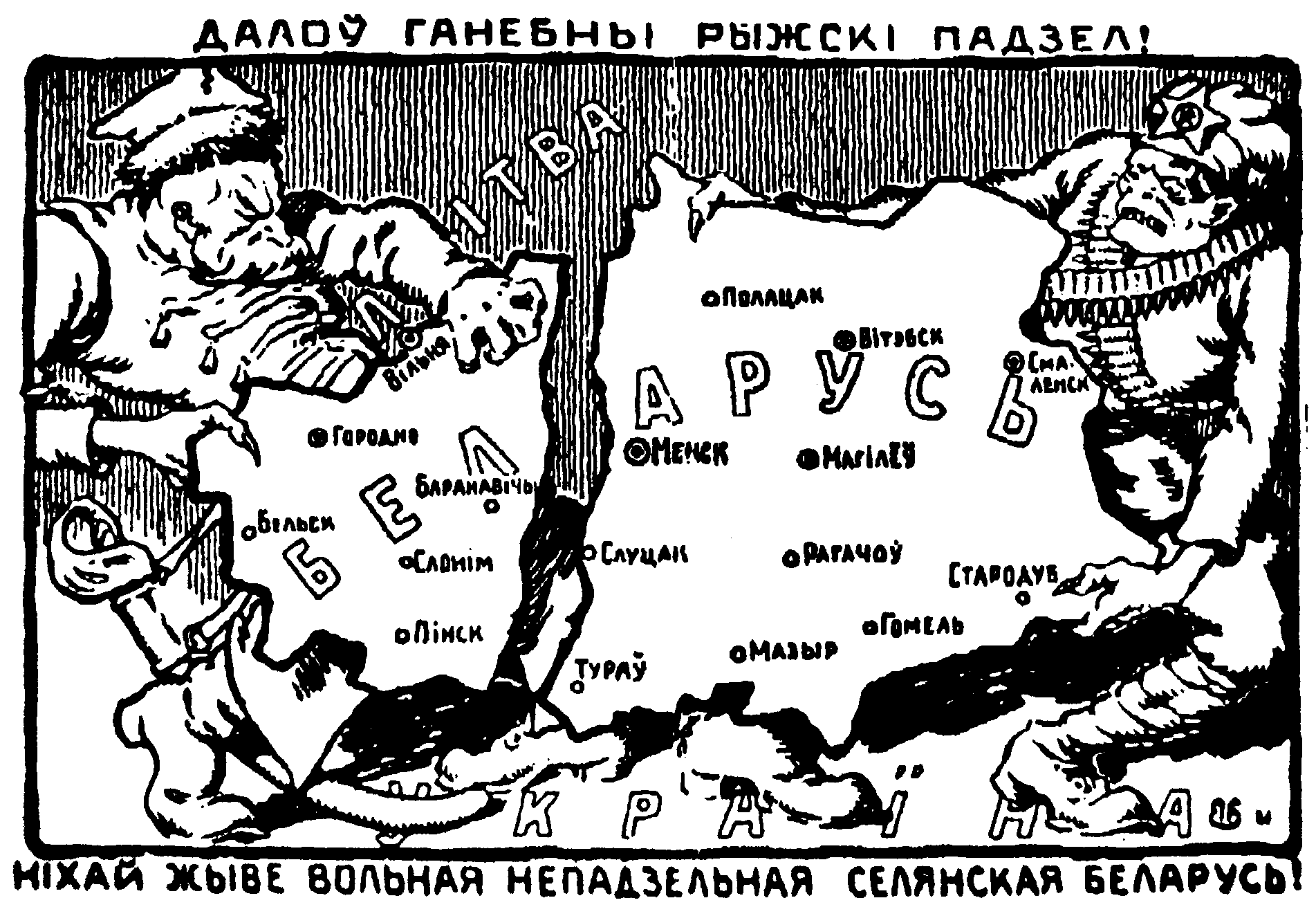
Karikatur der Teilung von Belarus zwischen Russland und Polen (1921)

In einem weiteren militärischen Vorgehen sah die polnische Seite keinen Gewinn.
Die sowjetische Seite hingegen war am Rande einer militärischen und wirtschaftlichen Katastrophe. Der Krieg zehrte enorm an den Ressourcen des vom Bürgerkrieg zerrütteten Landes. Im September kam es im Hinterland zur Verknappung von Lebensmitteln für die Rote Armee und auch der Bevölkerung erging es nicht besser. Unruhen, Plünderungen und Anarchie griffen um sich. Besonders stark betroffen war die Stadt Wjasma, der Hauptknotenpunkt für die Versorgung der Truppen im Westen. Mit diesen Ereignissen sank auch die Truppenmoral. Dies äußerte sich in Desertionen und Meutereien ganzer Einheiten. Des Weiteren wurde der Sowjetstaat durch die Offensive (letztlich gescheitert) der Weißen Armee unter General Wrangel noch weiter unter Druck gesetzt. Beide Seiten hatten somit gute Gründe, den Krieg zu beenden, auch wenn keine Seite ihre anfänglichen Ziele verwirklichen konnte.
Die Unterredungen begannen am 21. September 1920 in der lettischen Hauptstadt Riga. Dieser Ort war selbst symbolträchtig und wurde von Polen ausgewählt, denn aus Lettland war die Rote Armee mit polnischer Hilfe zurückgeschlagen worden. Am 23. September ermächtigte Lenin den Verhandlungsführer der Bolschewiki, Adolf Joffe, weitgehende Zugeständnisse zu machen. Aufgrund der zunächst aussichtslosen militärischen Lage war er bereit, für einen Waffenstillstand in zehn Tagen größtmögliche territoriale Zugeständnisse zu machen. Es dauerte allerdings bis zum 12. Oktober, bis die beiden Parteien sich auf einen Vorfriedensvertrag einigen konnten, mit dem der Krieg beendet wurde.
Mit dem Friedensvertrag, der am 18. März 1921 unterzeichnet wurde, bekräftigten die drei vertragsschließenden Seiten Sowjetrussland, die Sowjetukraine und die Republik Polen den Waffenstillstand vom 18. Oktober 1920 und stimmten dem Kriegsende zu. Das Übereinkommen sicherte Polen Zahlungen und einen erheblichen Gebietszuwachs zu. Dieser entspricht einigen in den drei Teilungen Polens von der Habsburgermonarchie (Gebiet um Lemberg) und dem russischen Zarenreich (Wolhynien und Podlesien) annektierten Territorien.
Warschau und Moskau einigten sich darauf, die Ukraine untereinander aufzuteilen. Nicht einbezogen in die Verhandlungen waren die Vertreter der Ukrainischen Volksrepublik, obwohl diese bislang Verbündete der Polen war. In der Gegenwart wird die Haltung der Polen in der Ukraine als Verrat angesehen.

## Gebiet und Bevölkerung

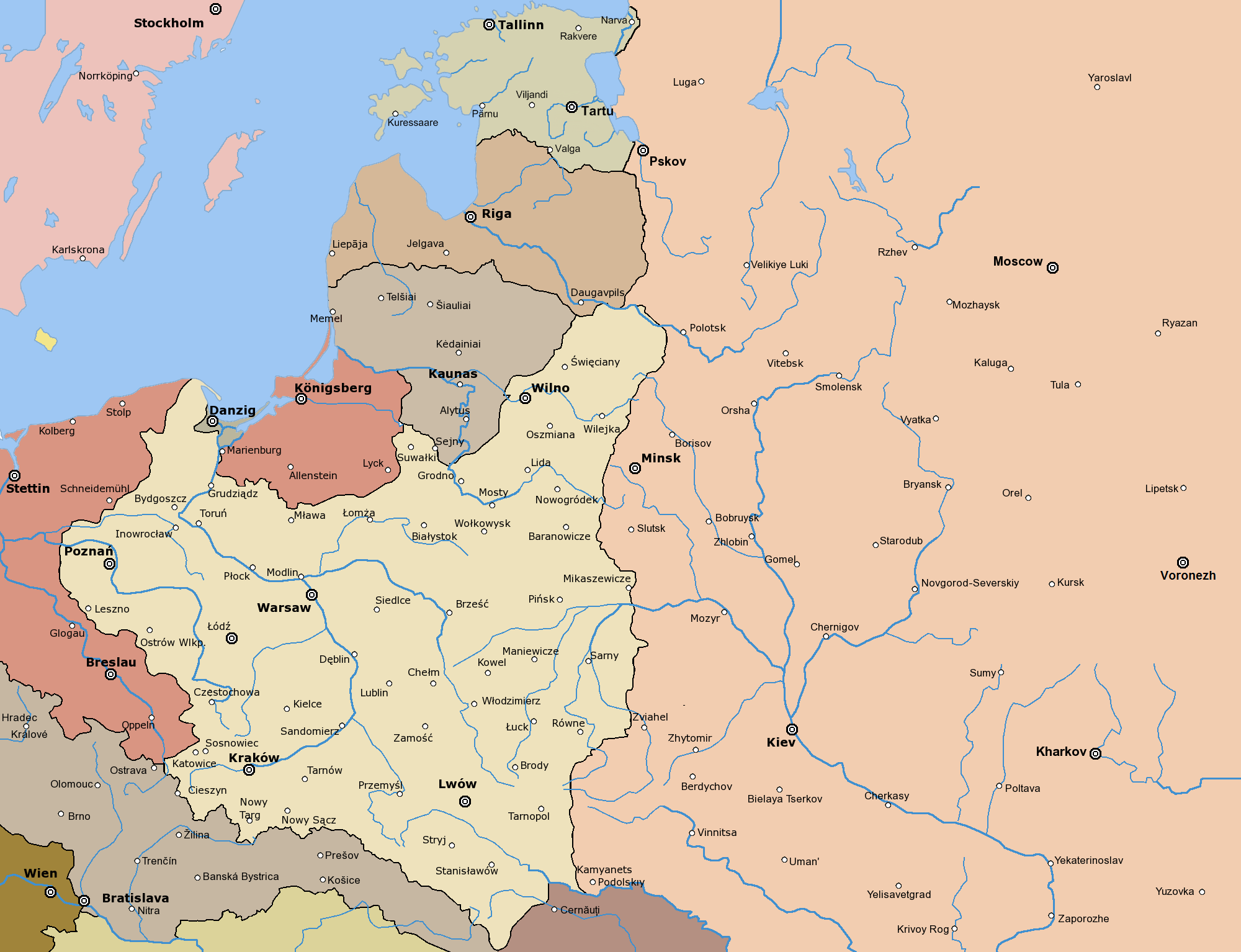
Polen 1922 nach dem Polnisch-Sowjetischen Krieg und dem Anschluss Mittel-Litauens an Polen

Die polnische Grenze verlief nun weit östlich der Curzon-Linie, stellenweise bis zu 250 km östlich des geschlossenen polnischen Sprach- bzw. Siedlungsgebietes. In großen Teilen der abgetretenen Territorien lebten mehrheitlich jeweils Ukrainer bzw. Belarussen und damit waren dort polnische Einwohner in der Minderheit.
Die mit dem Vertrag in den polnischen Staat integrierten Gebiete waren ethnisch sehr heterogen. Während sich in den Großstädten, wie z. B. Lemberg, eine polnische Mehrheit befand, waren demgegenüber in der Landbevölkerung Ukrainer oder Belarussen sowie Litauer und Polen die größten Ethnien, wobei keine von ihnen im Gesamtgebiet die Mehrheit stellte.

## Weitere Vereinbarungen
In einem geheimen Zusatzprotokoll wurden die ökonomischen Bedingungen des Vertrags geregelt. Polen garantierte Sowjetrussland freien Gütertransport in die Litauische Republik. Gleiches galt für Deutschland und Österreich. Im Gegenzug verpflichtete sich die Sowjetregierung, den polnischen Anteil an der ehemals zaristischen Staatsbank in Gold, Rohstoffen und Konzessionen an die Polen auszuzahlen. Des Weiteren wurde die Rückgabe aller industriellen Produktionsmittel an Polen vereinbart, die während des Weltkriegs unter zaristischer Herrschaft demontiert worden waren. Dasselbe galt für alle Kunstschätze und Kulturgüter seit der Teilung Polens 1772. Der Waffenstillstand trat am 18. Oktober in Kraft. Es dauerte noch bis zum 18. März 1921, bis ein formeller Friede geschlossen wurde, da die polnische Armee weiterhin gegen Sowjetrussland operierende ukrainische Einheiten unterstützte.

## Auswirkungen des Vertrages
Der polnische Verhandlungsführer Jan Dąbski wurde in seiner Heimat heftig kritisiert. Viele Politiker bemängelten, dass der Vertrag vollkommen die Interessen der Entente ignoriert habe. Piłsudski selbst war davon wenig beeindruckt. Er kritisierte vor allem, dass mit der Sowjetisierung der Ukraine seine Pläne einer osteuropäischen Föderation (Międzymorze) faktisch beerdigt wurden.
Ebenso sahen viele Katholiken die Anerkennung des sowjetischen Regimes als untragbar. Lenin konnte trotz der militärischen Niederlage und dem Ausbleiben der prophezeiten Revolution in Polen und Europa den Vertrag innenpolitisch als einen Sieg verkaufen. Dabei kam ihm die propagandistisch wichtige Zerschlagung der letzten weißen Armee unter Wrangel zu Hilfe, die noch 1920 erfolgte.
Die Sowjetregierung erkannte Galizien als Teil polnischen Territoriums an, bestand jedoch auf einer sowjetischen Ukraine, wodurch Polen de facto die zur Volksrepublik Ukraine geführte ukrainische Nationalbewegung fallen ließ.